# Tra la strada e le stelle
Tra la strada e le stelle è un singolo del gruppo musicale italiano Thegiornalisti, pubblicato il 27 aprile 2016 come primo estratto dal quarto album in studio Completamente Sold Out.

## Tracce
1. Tra la strada e le stelle – 4:01

## Formazione
- Tommaso Paradiso – voce, tastiera
- Marco Antonio "Rissa" Musella – chitarra, basso, sintetizzatore
- Marco Primavera – batteria, percussioni, cori